# 火焰之纹章 风花雪月
《火焰之紋章 風花雪月》（官方译为）是Intelligent Systems、任天堂企劃製作本部和光榮特庫摩聯合製作，並由任天堂發行的戰略角色扮演遊戲。本作是火焰之紋章系列第16款作品，也是自《火焰之紋章 曉之女神》以來久別12年的家用遊戲機平台新作。遊戲故事背景設於三雄割據的芙朵拉大陸，玩家扮演男主角貝雷特或女主角貝雷絲，在士官學校執教其中一級，培育學生及帶領他們完成一系列的戰鬥。遊戲玩法遵循系列傳統，每場戰鬥都在網格狀地圖上進行，當玩家角色被敵方擊敗便會永久死亡；同時增添或沿用以往作品的機制，例如難度級別和遊玩模式調整、社交模擬和時間管理元素等。
2015年完成製作《火焰之紋章if》後，開發團隊便展開新作的概念發展，但提案後來遭到暫時擱置。當團隊得悉任天堂正在研發新款電子遊戲機任天堂Switch後，他們便決定在這款遊戲機上發行新作。由於工作量龐大，開發團隊決定向另一遊戲開發商光榮特庫摩尋求幫助。作為系列首部適用於高清電子遊戲機的作品，開發團隊希望引入全新的機制。他們又從第四作《火焰之紋章 聖戰之系譜》汲取靈感，製作出學校生活系統以及經歷數年時間跳躍的前後兩部故事。2019年7月，本作在全球發行。遊戲推出後獲得業界普遍好評，評論家對學校系統、騎士團機制、敘事、角色、配樂和重玩價值的配合讚譽有加，但也有部分批評遊戲難度不足及一些視覺和技術問題。改編自本作的砍殺遊戲《火焰之紋章無雙 風花雪月》於2022年6月推出。

## 玩法

遊戲畫面，顯示了敵我雙方單位，以及我方單位移動及攻擊距離等資料

《火焰之紋章 風花雪月》是款戰略角色扮演遊戲，故事分為「士官學校篇」和「戰爭篇」上下兩部。玩家須扮演男主角貝雷特或女主角貝雷絲，在前半部分劇情中進入士官學校執教某一學級，再在後半部分劇情跟隨自己指導學級背後勢力的主角並對抗其他勢力。玩家的選擇會影響後半部分劇情走向。遊戲前半部分著重於角色培育，玩家會可與不同學生或工作人員互動；後半部分側重於戰鬥，玩家須聯同伙伴對抗昔日其他學級的學生。遊戲設有普通、困難、超难三種難度選項，另設经典及轻松兩種遊玩模式。经典模式下，一旦角色單位在戰鬥時陣亡便會永久死亡，玩家亦不能在餘下章節內使用相關角色；轻松模式則取消永久死亡設定，即使角色單位陣亡亦可以在下場戰役再度參戰。除了難度和模式可調整外，遊戲還加入了「天刻之脈動」機制，玩家可利用這項功能重置前一步戰鬥行動。
在士官學校篇中，遊戲每一個月相等於一個故事章節；日曆上記載了該月會發生的事件，玩家可根據這類情報來擬定行程，例如播種、釣魚、前往戰場累積經驗等。玩家亦可在空閒時間與其他學生互動並增進感情。遊戲設有支援系統，角色之間可以透過對話或各類行動來改善他們之間的關係，從而提升支援度。支援度分為C至S級，其中C級為最低，同性角色最高可達A級，異性角色最高則可達S級。進入後半故事後，當異性角色的支援度到達S級，將會觸發戀愛和結婚事件。另外，玩家可透過戰鬥或校內散步來提升特定屬性，滿足相關條件後便可招募其他學級學生。學校內每項行動都需要一定數量的行動力，但每天可用的行動力數量有限，玩家須提升主角的指導等級才能增加相應行動次數。
遊戲內的每場戰鬥都在網格狀地圖上進行，而戰鬥系統則採用回合制，以玩家單位、敵方單位及盟軍單位的排序進行。戰鬥期間，視角將會由俯視戰場切換到第三人稱。遊戲引入全新的騎士團要素，玩家可以僱傭騎士團並配備至作戰單位中。不同的騎士團擁有各自的戰鬥力，除了可以向領導單位提供增益，亦可使用諸如治療多個單位或擊暈強大敵人等各種計策。戰場上還會出現一樣率領騎士團並施放計策的敵方單位。戰鬥期間玩家又可以放大或縮小鏡頭來觀看騎士團的戰鬥畫面。此外，遊戲引入副官系統，玩家可以安排不會作為單位參加戰鬥的角色負責支援，藉此培育他們。
遊戲設有30多款職業，不同職業均會影響角色在戰場上的攻擊力和機動性，獲取的能力值獎勵、戰技以及擅長武器亦有分別。有別於以往作品中角色到達特定等級便可轉職的設定，本作除了等級條件外還要求角色須提升相關技能至一定數值，再接受資格考試，合格後便能變更職業。例如，職業屬於士兵的角色可以先鍛鍊槍術技能，同時學習馬術，通過資格考試後其職業便會更改為戰馬騎士。同樣，本作未有沿用武器三角系統。當角色的武器技能等級提升，便有機會習得相關戰技，而在戰鬥中使用戰技會消耗比普通攻擊更多的武器耐久度。
遊戲設有多人要素，其中留學生功能可讓玩家向其他玩家租借角色和購買道具。另外，遊戲亦支援任天堂發行的近場通訊產品Amiibo，玩家掃瞄相關Amiibo後便可獲得素材或解鎖特別收錄的配樂。

## 概要

### 背景與角色
《火焰之紋章 風花雪月》故事舞台設於芙朵拉大陸，昔日此地戰禍連年，但現時由三個國家瓜分統治，在它們的互相制衡之下尚能保持著平穩局勢。歷史可追溯至千年之前的阿德剌斯忒亞帝國掌控大陸南半地區；國王和騎士們治理的法葛斯神聖王國位處大陸北方的寒冷地帶；由多方實力雄厚的貴族聯合組成的雷斯塔諸侯同盟則統治大陸東側。加爾克·馬克大修道院位於大陸中央，它除了是賽羅司聖教會的總部，亦是整片大陸的信仰中心，手上還握有名震天下的賽羅司騎士團。修道院同時設有士官學校招攬三國青年入讀，以便培育更多人才推進大陸發展。根據古代歷史，「解放王」涅梅希斯從女神手中獲得「炎之紋章」及「天帝之劍」，率領夥伴「芙朵拉十傑」對抗並戰勝邪神。後來，涅梅希斯與聖教會和帝國爆發戰爭，他最終被聖教會名義上的創始人賽羅司討伐。在此後的一千年內，法葛斯神聖王國脫離帝國統治，諸侯同盟亦宣布獨立於兩個大國。三個國家為了爭奪霸權而展開漫長的戰爭，而聖教會在維持大陸秩序上貢獻甚大。另外，古時女神曾經授予人們紋章之力，它們會寄宿於人的體內再經由血緣傳承。現時，大陸上有不少貴族都是芙朵拉十傑的後裔，繼承並寄宿著祖先擁有的紋章。紋章擁有者除了能夠在戰鬥中發揮各式各樣的能力外，還能使用被稱為「英雄遺產」的武具，甚至左右王朝政治。系列標題的「炎之紋章」則與神祖有關。
玩家扮演男主角貝雷特或女主角貝雷絲，他（她）原本跟隨父親的傭兵團在大陸四處征戰，後來被加爾克·馬克大修道院的士官學校招攬成為教官。旅途上主人公遇到蘇諦斯並得到她的幫助，奇怪的是她只會出現在主人公的夢境，對話內容亦只有兩者知曉。士官學校設有黑鷲、青獅子、金鹿三個學級，分別對應大陸三國。黑鷲學級由帝國皇女、同時是下任皇帝的艾黛爾賈特統領；青獅子學級由王國第一王子、同時是下任國王的帝彌托利指揮；金鹿學級則由同盟盟主里剛家的嫡子庫羅德率領。玩家除了可以招募不同學級的學生外，還能向修道院的工作人員（包括直接事奉教會的角色）招手。其他角色包括聖教會大司教蕾雅，主角父親、曾任賽羅司騎士團團長的傑拉爾特，神秘人物炎帝和死神騎士，「黑暗蠢動者」成員塔烈斯等。

### 劇情
某夜，主人公和父親傑拉爾特從盜賊手中救出艾黛爾賈特、帝彌托利、庫羅德這三名年輕貴族。戰鬥期間，主人公為救艾黛爾賈特而把她推開，在即將被盜賊砍中之際，自稱失憶的神秘少女蘇諦斯現身，並把時間停止及倒轉回去。賽羅司騎士團的援兵趕至，要求主人公和父親到賽羅司教總部——加爾克·馬克大修道院走一趟。傑拉爾特不情願地重新加入了聖教會的賽羅司騎士團，主人公則被任命為士官學校的教師。離開前，傑拉爾特警告主人公要小心大司教蕾雅。主人公可以選擇擔任黑鷲、青獅子或金鹿學級的導師，訓練學生並且代表騎士團帶他們參與戰鬥。期間，他們發現了有關「英雄遺產」和紋章本質的驚人事實，即沒有紋章的人使用遺產會變成魔物。修道院舉行女神再生儀式，炎帝和屬下死神騎士、西方教會、邪教組織「黑暗蠢動者」等各個勢力卻在此時紛紛混入，試圖推翻教會。主人公阻止了西方教會的人奪取英雄遺產「天帝之劍」，並在無意中把它喚醒。事後，蕾雅把劍暫時託付予主人公。學校的紋章學教授漢尼曼推斷主人公身懷「炎之紋章」，這也是他能使用天帝之劍的原因。
主人公和父親傑拉爾特帶隊清剿魔物並拯救受困學生，途中「黑暗蠢動者」成員科蘿妮艾假扮學生，並刺殺傑拉爾特。主人公嘗試透過時間倒回能力阻止對方，豈料另一名成員塔烈斯擋住其攻勢，傑拉爾特最終傷重身亡。在傑拉爾特的房間內，主人公找到他書寫的日記，記載了主人公誕生時的情況、以及蕾雅打算向主人公實施不為人知的計劃，傑拉爾特為保孩子因而逃離教會。後來，主人公追捕刺殺父親的科蘿妮艾，卻不幸被另一成員索龍以魔法拉入黑暗世界。為了脫離這片空間，蘇諦斯決定與主人公合而為一，她也在此時透露自己是神祖，而蕾雅當時的計劃便是在自己嬰兒時期把神祖紋章石植入心臟，好讓蘇諦斯在將來重生。離開黑暗世界並擊敗索龍後，主人公回到修道院，蕾雅把主人公帶到聖墓試圖喚醒其體內的蘇諦斯，但未能成功。此時，帝國軍前來阻止儀式進行，艾黛爾賈特同時揭示自己便是炎帝，與主人公一樣持有炎之紋章，她同時指責教會腐敗。如果主人公選擇保護艾黛爾賈特，眾人將會幫助她攻擊修道院；假若主人公站在蕾雅、帝彌托利、庫羅德等人一方，眾人便會協助保衛修道院。無論如何，蕾雅都會化為龍形保衛修道院，主人公最終不幸墜落懸崖。五年後，主人公蘇醒，發現帝國、王國、同盟、教會四方皆陷入戰爭，蘇諦斯亦在此時再度現身。故事會在此依照當初玩家的選擇而進入不同路線。
在翠風之章（金鹿學級路線）中，主人公與庫羅德重聚，並召集昔日的學生和教會的殘餘勢力對抗帝國。獲得足夠盟友的支持後，主人公與庫羅德反攻帝國，與皇帝艾黛爾賈特統領的大軍對峙。期間，國王帝彌托利指揮的王國軍隊也抵達戰場，引發了大規模交戰。戰爭最終以艾黛爾賈特撤退、帝彌托利陣亡而告一段落。接著，主人公與庫羅德等人向帝國戰略要塞推進，同時接受東方大國帕邁拉提供的援助。庫羅德承認他秘密與帕邁拉建立外交關係，並告知眾人他渴望向外界開放大陸邊界，藉此終結大陸長年採取的自我孤立主義。後來，主人公與庫羅德揮軍入侵帝國首都，擊敗了艾黛爾賈特。主人公與庫羅德同時瞭解到「黑暗蠢動者」是這場大戰甚至千年前戰爭的幕後黑手。雖然大戰已經結束，但「黑暗蠢動者」仍在各地活躍；為了將真正的和平握於掌中，一行人決定前往邪教徒的大本營——地下城市香巴拉。邪教徒領袖塔烈斯試圖用機甲兵對付他們，但不成功，接著又召來多枚導彈試圖同歸於盡，但均被化為龍形的蕾雅一一擋下。與此同時，涅梅希斯被邪教徒喚醒。蕾雅後來向主人公與庫羅德坦白，指自己的真正身份是創立教會的賽羅司，也是蘇諦斯造出來的眷屬，「黑暗蠢動者」則是遠古時妄圖挑戰神祖的人類後代。古時，涅梅希斯和他的十名同伴原本是群盜賊，他入侵了蘇諦斯的聖墓並奪走天帝之劍，同時得知眷屬遺骸能製造出強大的兵器，於是率領同伙屠殺了幾乎所有眷屬。所謂的紋章之力則來自龍族的血液。涅梅希斯率領亡者軍隊逼近修道院，同盟軍迎擊，最終擊殺涅梅希斯。歷時五年多的戰亂告終，主人公統一了整片大陸，庫羅德則如願開放邊界並與外國建立關係。
在蒼月之章（青獅子學級路線）中，主人公與帝彌托利再會，但他的國家早已經因為親帝國貴族發動的政變而名存實亡，他也被驅逐出王國。帝彌托利經常受到已故家人的幻象所困擾，變得充滿仇恨、不抱任何幻想，情緒極不穩定，一心只想不惜一切代價殺死艾黛爾賈特。雖然帝彌托利行為古怪，但主人公的學生和騎士團殘存勢力仍選擇與他結盟。帝國軍、王國軍、同盟軍在平原交戰，王國軍獲得最終勝利，但三方均損失慘重。帝彌托利的親信羅德利古為了保護他免遭刺殺而犧牲自己，此舉讓帝彌托利陷入深深自責。經主人公的開解，帝彌托利放棄了復仇的念頭，把目標改為平定王國的混亂並重奪王都。奪回王都後，帝彌托利等人從帝國軍隊手上救出庫羅德，後者宣佈解散同盟並把其土地讓給帝彌托利，然後離開大陸。接著，帝彌托利向眾人說明自己和艾黛爾賈特屬於同母異父的姊弟關係，並向帝國首都進軍。帝彌托利希望理解艾黛爾賈特的理念，於是邀請她展開和談，建議雙方聯合起來實現他們的目標，但被她拒絕。在最終決戰中，帝國軍大敗，艾黛爾賈特倒下。帝彌托利向艾黛爾賈特伸出了手，但她把匕首投向帝彌托利，最終死於帝彌托利槍下。歷時五年多的戰亂以帝國滅亡告終，王國統一了整片大陸，帝彌托利正式繼承王位，蕾雅辭去大司教一職，並由主人公接任。
在上半部分故事尾聲，若玩家選擇保護艾黛爾賈特，下半劇情將會進入紅花之章（黑鷲學級路線）。主人公與艾黛爾賈特和其他學生重逢，得知帝彌托利統治的王國與聖教會結盟，同盟則名義上保持中立。主人公和艾黛爾賈特揮軍北上並攻佔同盟首都，此時玩家可以選擇殺死或放逐庫羅德，以確保他不會參與未來的戰事。擊敗同盟後，艾黛爾賈特為了能確實攻下王國首都，決定突襲位於國境的要塞都市。「黑暗蠢動者」不滿艾黛爾賈特干涉他們的計劃，因而利用秘密武器摧毀整座要塞。艾黛爾賈特為了保守秘密，向眾人說明要塞被教會的禁術摧毀。艾黛爾賈特繼續率軍前往王國首都，帝彌托利親自帶軍迎擊，但最終戰敗，並被艾黛爾賈特親手處決。王國軍隊潰敗，蕾雅指示騎士團撤回王國首都。被執念沖昏頭腦的蕾雅指示部下放火燒城，自身則化作龍形，打算親手毀滅所有叛教者。最終，主人公和艾黛爾賈特攜手斬殺蕾雅。主人公幾乎死去，但嵌於心臟的神祖紋章石把其從死亡邊緣帶回來，然後消散，主人公則失去紋章之力而變成普通人。故事最後，王國和教會在歷史上消失，帝國自此統一整片大陸，著手改革以往貴族體制和紋章主宰的局面，並準備展開與「黑暗蠢動者」的戰爭。
在上半部分故事尾聲，如果玩家未有陪同艾黛爾賈特前往帝國加冕，或者陪同她前往加冕之後在帝國軍入侵期間選擇殺了她，下半劇情便會進入銀雪之章（教會路線）。主人公在修道院重遇艾黛爾賈特，短暫交鋒後艾黛爾賈特向主人公道別。劇情與翠風之章的設定未有太大分別，主人公會與教會殘餘勢力和其他黑鷲學級學生結盟對抗帝國。得知帝國、王國、同盟三方會戰損失慘重、艾黛爾賈特身受重傷的消息，主人公一行人決定突襲帝國首都，最終親手處決主動求死的艾黛爾賈特。主人公救出蕾雅後，從她口中得知全部真相。接著，一行人前往香巴拉擊潰「黑暗蠢動者」，蕾雅亦受了重傷。再次化為龍形的蕾雅變得失控，主人公被迫殺了她（此時如蕾雅支援度到達A級則可救回）。歷時五年多的戰亂結束，帝國、王國、同盟三大勢力全盤崩潰，教會主導統一和重建工作，主人公成為教會的新任領導者，同時也是芙朵拉的新王。
煤闇之章屬於追加下載內容，劇情發生在遊戲前半部分的女神再生儀式之後。主人公與艾黛爾賈特、帝彌托利、庫羅德等人一同追捕入侵修道院的可疑人物，卻意外發現建於修道院底下的地下城市阿比斯，以及自稱「灰狼學級」的四名學生。眾人從灰狼學級口中得知，教會認為阿比斯對修道院的繁榮實屬必要而默許其存在，雙方也協議井水不犯河水，但近來經常受到傭兵襲擊。為了保護阿比斯和其他居民，眾人決定幫助灰狼學級抵禦傭兵。後來，代表教會管理阿比斯的樞機卿阿爾法盧特趕到，又向主人公表示教會內部某些派系支持「淨化」阿比斯。他又推測傭兵的目標可能是傳說收藏在阿比斯內的「起源寶杯」，它是教會早期試圖施展「寶杯儀式」復活女神的關鍵物品。傭兵擄走阿爾法盧特，並指明要以寶杯作為贖金，蕾雅得知後認為傭兵不清楚儀式的施展法門，因此同意眾人的請求。灰狼學級四人向眾人承認，他們便是昔日協助施展寶杯儀式的四使徒後代，受教會命令隱瞞此事。眾人前往指定地點後，阿爾法盧特卻撕破臉皮，他抓住了灰狼學級，並準備使用寶杯來復活他暗戀多年但早已逝去的主人公母親希特莉。主人公雖然救出了灰狼學級，但無法阻止阿爾法盧特使用寶杯。阿爾法盧特在儀式影響下變成怪物，最終主人公解決了他。事後，教會決定解散灰狼學級，並允許他們離開修道院，四人各自走向新的人生。

## 開發
2012年，《火焰之紋章 覺醒》推出後取得出人意表的銷售成績，這除了確保火焰之紋章系列不會因銷量下降而腰斬，還為系列帶來新的商業價值。上一款適用於家用遊戲機的已經是2007年發行的《火焰之紋章 曉之女神》，因此遊戲開發商Intelligent Systems和發行商任天堂有意重回家用遊戲機市場。2015年完成製作《火焰之紋章if》後，開發團隊便展開新作的概念發展。團隊起初計劃在任天堂3DS上發行新作，但製作人山上仁志認為在3DS生命週期即將結束之際才開發第三款新作為時已晚，最後團隊改為重製《火焰之紋章外傳》，而新作提案則被暫時擱置。當團隊得悉任天堂正在研發新款電子遊戲機任天堂Switch後，他們便決定在這款遊戲機上發行新作。團隊希望新作成為該系列中規模最大和最優質的作品，但考慮到它面向家用遊戲機平台，他們認為無法獨自完成開發工序。當時，Intelligent Systems和任天堂企劃製作本部正與另一遊戲開發商光榮特庫摩合作製作砍殺遊戲《火焰之紋章無雙》，因此團隊決定向光榮特庫摩尋求幫助。團隊先接觸《無雙》的開發團隊，但後者以工作繁多時間未能配合而婉拒，並向他們介紹了曾經製作三國志系列、信長之野望系列的澀澤光團隊。開發人員面臨的最大挑戰是將火焰之紋章系列帶到高清電子遊戲機上，這也是系列首次。2017年，《火焰之紋章 回聲 另一位英雄王》完工，團隊隨即投入開發新作，Intelligent Systems的草木原俊行和任天堂企劃製作本部的橫田弦紀出任遊戲總監。
遊戲劇情由光榮特庫摩的三位作家共同創作。他們三人此前曾為《無雙》編寫劇情，後來參與本作開發，並協助Intelligent Systems編寫遊戲的社交對話。故事以黑暗奇幻的方式編寫而成，並透過三個派系之間的衝突來表現各個角色的成熟程度。黑鷲學級是團隊首個構思的故事情節，草木原和其他劇本作家以此為起點，開始構建擴展世界和角色。錄音方面，草木原指整個過程耗時三個月，並估計配音量大概是《另一位英雄王》的五倍。遊戲分成上下兩部的劇情結構、角色在年輕時廣結良朋但在多年後卻與他們衝突的故事靈感主要是受到1996年的《火焰之紋章 聖戰之系譜》啟發。草木原接受訪問時還承認，在光榮特庫摩的製作團隊加入後，遊戲或多或少受到14世紀中國小說《三國演義》以及光榮特庫摩的真·三國無雙系列影響。至於屬追加下載內容（DLC）一部分的「煤闇之章」，草木原指開發團隊在製作初期便有創造地下迷宮的想法，但礙於各種原因而被捨棄。主線劇情定稿後，開發團隊有意製作DLC，於是便重用這些設定。草木原提議在故事中增設第四學級，他又認為主線劇情只提及了樞機團的名字而未有過多描寫，是個很好的機會補完相關部份。遊戲標題是在接近開發尾聲才定下的。標題「風花雪月」出自中文成語，草木原指它除了強調景色風雅美麗外，還帶有季節感、時間流逝、生命無常的意思，與這款重視「時間」的作品很匹配。橫田則認為這個四字成語亦可代表主人公和三位級長。英文版則以為標題，意指遊戲的三個學級同其背後國家。
草木原和橫田坦言，假若沒有光榮特庫摩的幫助，本作的發行時間或會推遲，甚至難以面世。他們亦特別提到光榮特庫摩團隊有著製作大規模戰鬥的豐富經驗，有助開發團隊首度在本作引入這類大型戰鬥場面，同時突顯遊戲重視「人命」，亦希望讓玩家感覺到自己「背負了更多的生命」。雖然光榮特庫摩團隊在技術和編程方面提供諸多幫助，但遊戲設計、美術以及核心開發方面仍由Intelligent Systems主導。系列闊別家用遊戲機市場12年，這次重回為團隊帶來不少壓力，並迫使他們創造全新且令人興奮的機制，玩家率領騎士團帶兵作戰的玩法便是其中一項產物。另外，全新的學校元素使團隊能夠大幅擴展該系列的角色扮演和養成機制，一改多年系列作品被典型戰略元素主導的局面。遊戲的角色互動和社交機制經歷多次變革，後來部分成員提出加入日曆系統和能力點數等元素，整個機制才得以通過。草木原和橫田指日曆系統在遊戲開發尾聲才萌生出來，團隊對於這項機制存在很多分岐，其一便是時間限制。草木原指自己是受到皮克敏系列影響才有這個想法，認為它有助玩家在有限時間內規劃行程，亦創造了一種沉浸在學校生活的感覺。團隊捨棄了系列傳統的武器三角系統，取而代之的是全新的戰技系統，以此向玩家呈現一個更加逼真的世界，並增加他們的選項。技能成長系統的靈感則來自光榮的角色扮演遊戲《龍士傳說》。團隊曾經考慮引入出現在《聖戰之系譜》《覺醒》《if》的二代角色元素，但很快便被駁回，認為應向玩家提供以角色成熟程度和柏拉圖式關系為基礎的支援體驗。另外，團隊還考慮《if》「我的城堡」的多人連線互動功能，但他們最終認為士官學校佔地極為廣闊、歷史足夠深厚，這種自定義和共享選項無法實施，建議最終被否決。
開發團隊打算為系列引入全新的藝術形象，因此找來兩位自由插畫家。以遊戲《歌之王子殿下》《魔都紅色幽擊隊》而聞名的倉花千夏負責角色設計和相關插圖，同時出任主要人物設計師。幸田和磨曾經負責《魔兵驚天錄2》《尼爾：自動人形》的概念美術設計，他在本作擔任同類職位。草木原指早在製作《覺醒》時便打算邀請倉花負責一些美術，但當時她無法抽身而未能成事。到了本作，由於故事舞台設定在貴族的士官學校，團隊想傳達出貴族社會華麗迷人的感覺，草木原隨即想到畫風華麗的倉花千夏，結果雙方一拍即合。倉花認為玩家對角色的印象很大程度上受到其髮型髮色影響，因此她提出了大量設計方案以塑造不同角色。這點亦與早期系列作品的做法有所不同。遊戲過場動畫由以賽璐珞化3DCG動畫而聞名的動畫公司三次元製作，佐野隆史監製。遊戲配樂由金崎猛、森下弘生、近藤嶺譜寫。金崎曾為《if》創作配樂，其餘兩人亦曾負責《覺醒》和《if》的作曲。遊戲原聲大碟於2021年2月16日發售。專輯由七張唱片組成，其中六枚音樂光碟收錄了103首配樂以及主題曲《弗雷斯貝爾古的少女～風花雪月～》（フレスベルグの少女～風花雪月～），另設一枚資料光碟。

## 發行
2017年1月，任天堂在發佈會「火焰之紋章直面會」中宣佈，將會在任天堂新世代主機任天堂Switch上推出火焰之紋章系列新作，目標2018年發售。任天堂在2018年電子娛樂展透露更多資訊，展示遊戲玩法並公佈遊戲標題最終定為「風花雪月」，但同時宣佈遊戲延至2019年春季推出。2019年2月，任天堂於線上直播發表會「任天堂直面會」中確認遊戲定於同年7月26日發行，同時展示了基礎世界觀和系統等細節，並指遊戲由Intelligent Systems、任天堂企劃製作本部、光榮特庫摩三家公司攜手開發。而在2019年電子娛樂展中，任天堂先後釋出遊戲最新宣傳影片和樹屋直播遊玩片段。7月26日，遊戲正式在全球開賣。
7月上旬，任天堂宣佈將會推出擴充票，內容囊括遊戲發行後至2020年4月期間推出的追加下載內容（DLC）。第一波DLC增加全新的「超难」難度，以解決玩家對困難模式下遊戲挑戰性低的擔憂，同時推出各種裝飾。接下來任天堂亦增加了額外的可玩角色、地圖、任務、道具、遊戲配樂等。2020年2月，任天堂推出最後一波DLC——外傳故事「煤闇之章」，劇情發生在第一部序章左右。

## 評價
《火焰之紋章 風花雪月》贏得廣泛好評。遊戲評論網站Metacritic基於102條評論給予遊戲89/100的評價。《FAMI通》四位評論家均稱讚故事情節精彩且令人印象深刻，上下兩部的結構大幅提升角色發展的自由度，甚至比系列以往作品更高，各項全新機制亦擴大了遊戲的戰略玩法，無論是新老玩家都能找到適合自己的遊玩方式。Destructoid的克里斯·卡特（Chris Carter）指角色設計令人驚嘆，過場動畫明亮而吸睛，遊戲整體上或許存在缺陷但不足以阻礙它成為系列的卓越作品。《Game Informer》刊出金柏莉·華萊士（Kimberley Wallace）的評論，宣稱角色設計和過場動畫精美且具有動畫藝術風格，配音配樂均出色而紮實，又能加強畫面的氣氛，每次體驗都有全新的感受。總結時她表示火焰之紋章系列的核心和靈魂在於行軍打仗和管理戰友，必要時更需要在戰場上作出犧牲，但這款遊戲走得更遠，提供了塑造和指導盟友的能力，她亦欣賞開發團隊願意擺脫系列公式要素並加入嶄新玩法，最終交出這款雄心勃勃的作品。Nintendo Life的米奇·沃格爾（Mitch Vogel）認可遊戲故事、角色、機制、戰鬥等多方面，指這些要素會令玩家快速上癮，遊戲體驗也絕對精彩，同時宣稱它為同類型作品設下新的標準。亞歷克斯·唐納森（Alex Donaldson）於VG247上撰文，聲稱遊戲世界構築一流，具有以前系列作品的所有魅力，而玩家的選擇推動劇情、開放式地圖等要素在某種程度上類似於女神異聞錄系列。他又指故事和角色雖然與系列中的佼佼者相比還差得遠，而且3D戰鬥場景的質素不穩定，但無損遊戲魅力。
遊戲故事備受評論家讚譽。卡特指遊戲雖然分為三條路線，但未有跟隨《if》發行多版本，而是回歸基本發行單一版本，這點他十分欣賞。故事敘述典型國與國之間的鬥爭和背後陰謀，但它遠超「基本」，三條分支故事不盡相同（尤其在時間跳躍部分），結局亦大相徑庭。IGN的布蘭登·格雷伯（Brendan Graeber）宣稱故事巧妙地融入了遊戲所構建的「充滿政治陰謀、欺騙甚至宗教教條」世界，對故事在戰爭中如何發展的期望亦被巧妙地顛覆多次。雖然前半部分主要訴說玩家角色的謎團以及大陸各國與修道院之間的聯繫，但亦為將來三個年輕領袖的轉變奠定基礎。他又指三條路線或多或少提供了互補的故事內容，各自領袖所走的道路都讓人感到有足夠動機和動力，與《if》在一種情況下提供兩種處理手法的模式差天共地。沃格爾指遊戲首次披露後，很多記者和評論家擔憂它側重在學院生活方面會令敘事變得輕率，但事實證明它依靠強大的角色陣容來變得更為引人入勝。《香港01》的賴浩然亦指遊戲三條路線劇情豐富，主線劇情並非陳腔濫調的王道故事，其展開往往令玩家驚喜，而整個故事也能讓玩家體會到角色們的成長與覺悟。
評論家對角色和養成機制同樣讚歎不已。卡特認為戰略元素無疑是火焰之紋章系列的重要組成部分，但本作的社交要素亦不容忽視，他宣稱大部分樂趣都來自與角色互動，甚至與部分角色產生共鳴。阿倫·加斯特（Aron Garst）在GamesRadar發文，指系列多年來均以「強調別人錯了並著重在『老婆』身上」為基調，但本作明顯放棄此基調，改為專注於每個角色背後的故事。他承認起初對霍格華茲式的遊戲設置感到遲疑，但後來這些設計令遊戲內容精彩紛呈，即使故事經歷五年時間跳躍相關要素仍然令人愉快，每個角色都有煥然一新的模型和形象。GameSpot的凱莉·普拉格（Kallie Plagge）指角色育成、戰鬥、支援關係環環相扣，玩家會為了接近每個角色而在課堂上投入更多時間，最終使他們迷失在整個體驗中。支援對話亦是構建角色故事的一部分，隨著時間推移玩家將能夠發現每位角色的全貌，以及他們在學校內的位置。但他亦指出玩家角色未有完全配音令人失望，或會令玩家與他正在建立聯繫的角色產生距離感。賴稱讚遊戲角色眾多各有特色，且背後劇情與設定充足，組合起來使世界觀更為充實。但在角色育成方面，他認為相關要素繁複節奏慢，角色有大量的技能選擇，可惜在運用方面卻受職業所限，而且玩家若想把角色晉升至最高階職業就只能學習特定技能，變相限制了技能選擇。
然而，遊戲機制收到正反兩極評價。金柏莉欣賞遊戲取消經典武器三角系統的改動，此舉玩家在武器選擇方面變得謹慎，不再是簡單地使用相剋武器，而是需要考慮敵人種類，同時鼓勵玩家不斷權衡自己的選擇。她又認可騎士團設計以及一些有助於避免令玩家因角色死亡而感到沮喪的新要素，但指出角色戰技會隨著其職業成長而失去價值，又不滿戰場地圖隨著遊戲推進而變得重複。加斯特、普拉格、沃格爾均認為戰技、騎士團以及計策等新機制使戰鬥更加複雜，「天刻之脈動」機制亦能讓玩家糾正錯誤，不必像過去般重新開始遊戲。但沃格爾同時指出，武器三角系統的消失或會令部分玩家失望。格雷伯同樣認可各項新機制，但對於任務目標單一感到失望，反指部分支線目標更為有趣。達安·考普曼（Daan Koopman）在任天堂世界報道上撰文，認為遊戲戰鬥機制強大，玩家可以自由混合搭配武器和戰技的設定令戰鬥更具吸引力，而且自由探索學院的設定也很有趣，但對於遊玩二周目時需要再次進入教學關卡的做法感到困惑。另外，加斯特和賴批評遊戲難度偏低。其中，賴更指近年作品難度明顯一直調低，但到了本作更是「變本加厲」，雖然對新玩家來說是較易入口，但對老玩家而言則是戰略趣味不足。

### 銷量
本作首週空降EMEAA地區榜單亞軍，是當週最暢銷的實體遊戲。在日本，遊戲發行首週共賣出143,130份，登上銷量榜第三位，次於《超級瑪利歐創作家2》和《職業棒球之魂2019》。巴哈姆特電玩資訊站與遊戲產業分析公司Media Create發布每週銷售排行榜，數據表示遊戲推出後便在台灣和韓國的銷售榜上分別取得亞軍和冠軍。遊戲亦登上英國實體遊戲排行榜冠軍，銷量與第二位的《德軍總部：新血脈》相差兩倍。根據德國遊戲產業協會的數據，遊戲甫推出便登上該國銷量排行榜第二位，僅次於同由任天堂發行的《超級瑪利歐創作家2》。市場情報公司SuperData估計任天堂eShop在2019年7月售出超過80萬份數位遊戲。2019年8月，市場調查公司NPD集團發表針對美國暢銷遊戲的報告，本作躋身遊戲銷量排行榜第二位，僅次於《Madden NFL 20》。2020年3月，任天堂指遊戲已售出287萬份，其中日本國內銷量為58萬份，海外銷量則是229萬份。日本電腦娛樂供應商協會公布，截至2021年12月遊戲已售出382萬份。

### 榮譽
遊戲獲得不少的獎項與提名。在發行前夕，E3電子娛樂展舉辦遊戲評論家獎，本作獲提名最佳策略遊戲。在2019年金搖杆獎中，本作入圍最佳敘事、最佳任天堂遊戲、終極年度遊戲。在娛樂與嚴肅遊戲節舉辦的「鈦獎」中，本作獲提名最佳角色扮演遊戲。在2019年遊戲大獎內，本作獲頒最佳策略遊戲和玩家之聲獎。2020年，本作在第23屆D.I.C.E.大獎上獲頒年度策略／模擬遊戲。而在NAVGTR獎上，本作則取得傑出戰略遊戲獎項，另獲傑出動畫（藝術）、傑出服裝設計、傑出工程學、傑出玩法設計（系列）四項提名。
遊戲亦登上多個媒體的2019年度最佳遊戲排行榜上，當中包括GamesRadar、GameSpot、Nintendo Life、任天堂世界報道、《衛報》。另外，Eurogamer的讀者把遊戲評為2019年五十款最佳遊戲之一，Engadget的編輯則把本作選為最受喜愛遊戲。在《Game Informer》的2019年度最佳遊戲獎中，雜誌編輯和讀者都把本作評為最佳戰略遊戲和最佳任天堂獨佔遊戲。而在IGN年度最佳遊戲大獎中，遊戲榮獲最佳Switch獨佔遊戲及人民之聲獎，另獲提名最佳遊戲及最佳策略／戰術遊戲。遊戲亦入圍Fami通電擊遊戲大獎2019的年度遊戲、最佳劇本、最佳角色扮演遊戲。

## 影響
《火焰之紋章 風花雪月》推出後不久，部分角色便被引進至手機遊戲《火焰之紋章 英雄》，並以可玩角色身份登場。另外，遊戲角色的服裝在跨界角色扮演遊戲《幻影異聞錄♯FE》也有出現。跨界格鬥遊戲《任天堂明星大亂鬥 特別版》在2020年1月28日推出DLC，增設本作主角的男女版本為可玩角色，且能使用遊戲的四種武器。該DLC還包括新場地加爾古·瑪庫大修道院，以及多首《風花雪月》配樂。2021年3月26日，任天堂推出以任天堂明星大亂鬥系列為主題的主角男性版本Amiibo。受本作的喝茶環節啟發，2021年推出的任天堂Switch遊戲《分享同樂！瓦利歐製造》亦加入了相關小遊戲。2022年2月，任天堂在任天堂直面會上公布，改編自本作的砍殺遊戲《火焰之紋章無雙 風花雪月》於同年6月推出。
遊戲推出後，門衛一角迅速走紅。部分遊戲網站指雖然這個角色不能招募，也不是重要配角，但他經常對主人公噓寒問暖和加油打氣，此舉感染了不少玩家，亦在網絡上衍生不少愛好者藝術。在手機遊戲《火焰之紋章 英雄》舉辦的第5回英雄總選舉中，門衛便以7萬多票獲得男性角色第一位，力壓僅獲4.6萬票而排行第二的首作主角馬爾斯。

## 外部連結
- 官方网站（繁體中文）
- 官方网站（日語）
- 官方网站（英文）